# Inge (Königin der Reeperbahn)
Inge (* 1970 als Ingelies; † 23. März 2025 in Hamburg) war eine deutsche Obdachlose, die über drei Jahrzehnte auf der Hamburger Reeperbahn lebte. Durch ihre markante Persönlichkeit und Auftritte in Fernsehdokumentationen wurde sie überregional bekannt und erhielt den Beinamen „Königin der Reeperbahn“.

## Leben
Ingelies wurde 1970 geboren und wuchs in schwierigen familiären Verhältnissen auf. Im Alter von 14 Jahren kam sie in ein Heim und verließ dieses später, um auf der Straße zu leben. Sie berichtete von Erfahrungen mit sexueller Gewalt und Prostitution in St. Georg und St. Pauli. Über 30 Jahre lebte sie an der Ecke Reeperbahn/Hamburger Berg, wo sie durch ihre Lebensumstände, direkte Art und Offenheit zu einer bekannten Figur des Stadtteils wurde.
Am 23. März 2025 wurde Inge mit 54 Jahren tot an ihrem langjährigen Aufenthaltsort gefunden. Ihr Tod löste große Anteilnahme aus. Am 30. April 2025 fand ein Bettlermarsch zu ihren Ehren statt, organisiert von Hilfsorganisationen und begleitet von einer Trauerfeier in der St.-Pauli-Kirche.

## Medienpräsenz und Rezeption
Inge wurde seit den 1980er Jahren durch verschiedene Fernsehdokumentationen auf nationaler Ebene einem breiteren Publikum bekannt, darunter mehrere Dokumentationen von SPIEGEL TV sowie „Hartes Deutschland – Leben im Brennpunkt“. Ihre Lebensgeschichte wurde dabei in verschiedenen Medienberichten als Symbol für die Herausforderungen und die Ausweglosigkeit des Lebens auf der Straße gesehen.
Ihr offenes Auftreten und die ungefilterte Schilderung ihrer Lebensumstände machten sie zu einer Identifikationsfigur im öffentlichen Diskurs über Armut, Sucht und Obdachlosigkeit. So schrieb das RedaktionsNetzwerk Deutschland, Inge habe „dem Elend ein Gesicht gegeben“ und stehe „für das Versagen sozialer Sicherungssysteme in einem der reichsten Länder Europas“. Auch die Hamburger Morgenpost betonte, dass sie mit ihrer Lebensgeschichte nicht nur Mitgefühl, sondern auch gesellschaftliche Selbstreflexion ausgelöst habe.
Über ihr Leben und ihren Tod wurde auch durch die internationale Presse wie The Times in Großbritannien berichtet. Die Partei Die Linke rief dazu auf, stellvertretend für alle verstorbenen Obdachlosen am Bettlermarsch im Gedenken an Ingelies teilzunehmen.